# Koluvere
Koluvere (németül: Lode vagy Lohde) falu Észtország nyugati részén, Lääne megyében. Közigazgatásilag Lääne-Nigula községhez tartozik. Lakossága 2011. december 31-i állapot szerint 340 fő, 2014. január 1-jén 302 fő volt. A Liivi-folyó mentén fekszik.

## Története
A település a napjainkban is álló vár körül alakult ki. 1234–38 között Kullamaa közelében épített egy várat Johanes de Lode. A vár később elpusztult. A 13. század második felében ennek helyén egy új püspöki várat épített Winrich von Kniprode Ösel-wieki püspök.
A falu közelében zajlott 1573. január 23-án a livóniai háború egyik csatája az orosz és svéd csapatok között. 1797-ben I. Pál orosz cár a várat Friedrich Wilhelm von Buxhoeveden grófnak adományozta. A település német neve a vár első birtokosa után Lode volt. 1977 óta falu.
A 2017-es észtországi közigazgatási reformig az akkor megszűnt Kullamaat községhez tartozott.

## Népesség
A település népessége az utóbbi években az alábbi módon alakult:
| Lakosok száma | 340  | 245  | 180  | 238  |
|               | 2011 | 2019 | 2020 | 2021 |